# Reichenfels
Reichenfels ist eine Marktgemeinde mit 1720 Einwohnern (Stand 1. Jänner 2024) im Bezirk Wolfsberg in Österreich, im Bundesland Kärnten.

## Geographie
Reichenfels liegt im Oberen Lavanttal zwischen der Packalpe und den Seetaler Alpen. Nördlich des 87,21 km² großen Gemeindegebiets verläuft die Landesgrenze zur Steiermark.

### Gemeindegliederung
Zur Gemeinde zählen vier Ortschaften, die zugleich auch Katastralgemeinden sind (in Klammern Einwohner Stand 1. Jänner 2024):
- Reichenfels (1022)
- St. Peter im Lavanttal (269)
- Sommerau (171)
- Weitenbach (258)

### Nachbargemeinden
|                 | Obdach (MT)                                 |                     |
| Hüttenberg (SV) | Kompassrose, die auf Nachbargemeinden zeigt | Hirschegg-Pack (VO) |
|                 | Bad St. Leonhard                            |                     |

## Geschichte
Der Name Reichenfels (ursprünglich Castrum Richenvelse) leitet sich von den Gold- und Silbervorkommen ab, die auf dem heutigen Gemeindegebiet schon in der Römerzeit abgebaut wurden. Diese Bodenschätze waren auch für die mittelalterliche Blüte des Ortes verantwortlich.
Seit dem 11. Jahrhundert gehörte das Gebiet zum fränkischen Bistum Bamberg. Die Burg Reichenfels wurde 1227 erstmals erwähnt. Der Ort wurde 1457 zum Markt erhoben. Bis ins 18. Jahrhundert blieb das Gebiet bambergisch, erst unter Maria Theresia wurde Reichenfels 1759 österreichisch.
Die Gemeinde Reichenfels konstituierte sich im Jahr 1850. 1958 wurde ihr die bis dahin selbständige Ortsgemeinde St. Peter angeschlossen.

### Bevölkerungsentwicklung
Die Abnahme der Bevölkerung von 2001 bis 2011 ist auf die Abwanderung zurückzuführen. Die Geburtenbilanz war mit +45 positiv, die Wanderungsbilanz jedoch mit −230 negativ. Laut Volkszählung 2001 hatte Reichenfels 2.083 Einwohner. Davon waren 97,4 % österreichische Staatsbürger. 95,5 % der Bevölkerung bekannten sich zur römisch-katholischen und 1,5 % zur evangelischen Kirche. 1,0 % war ohne religiöses Bekenntnis.

## Kultur und Sehenswürdigkeiten

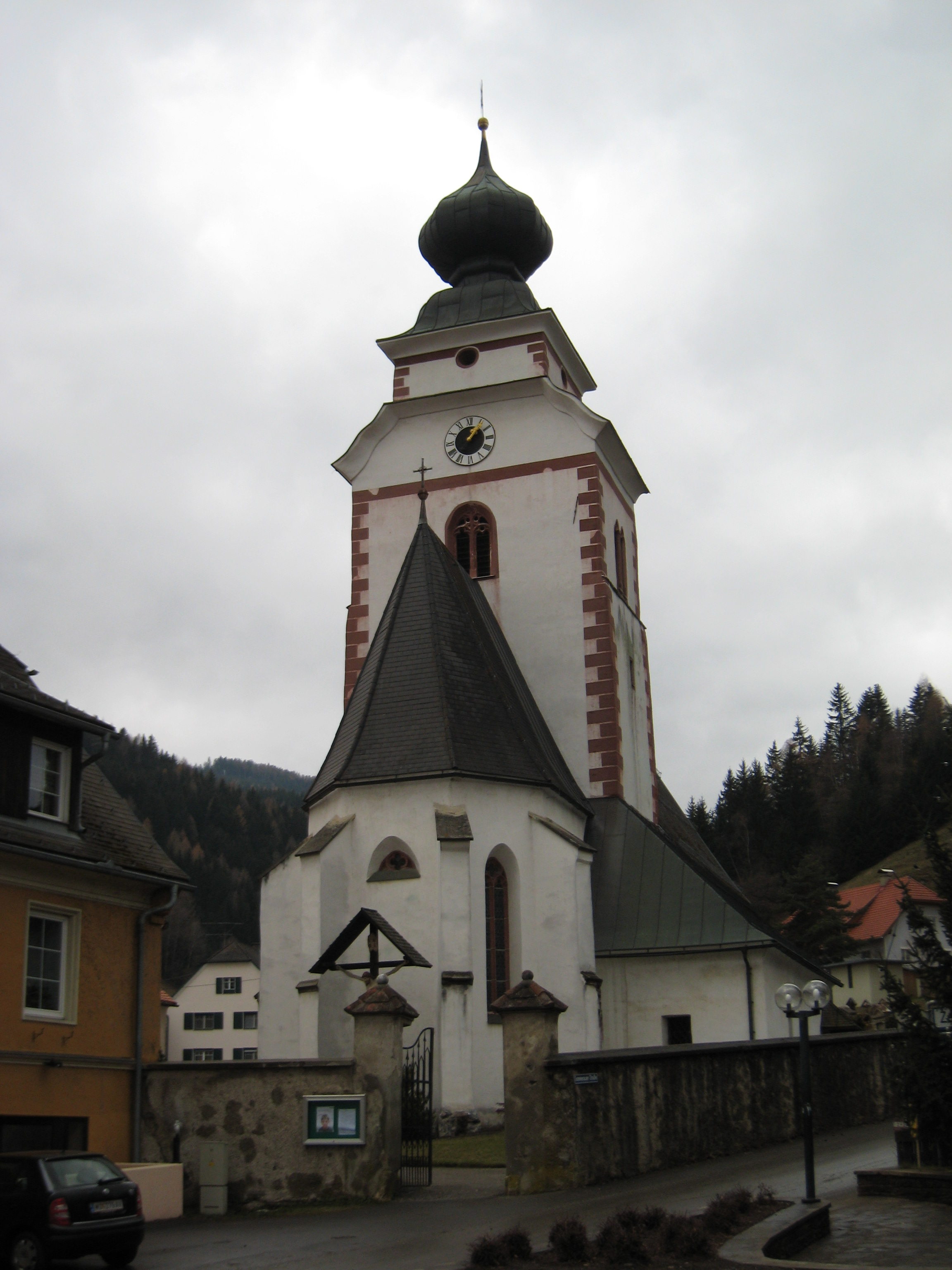
Pfarrkirche Reichenfels

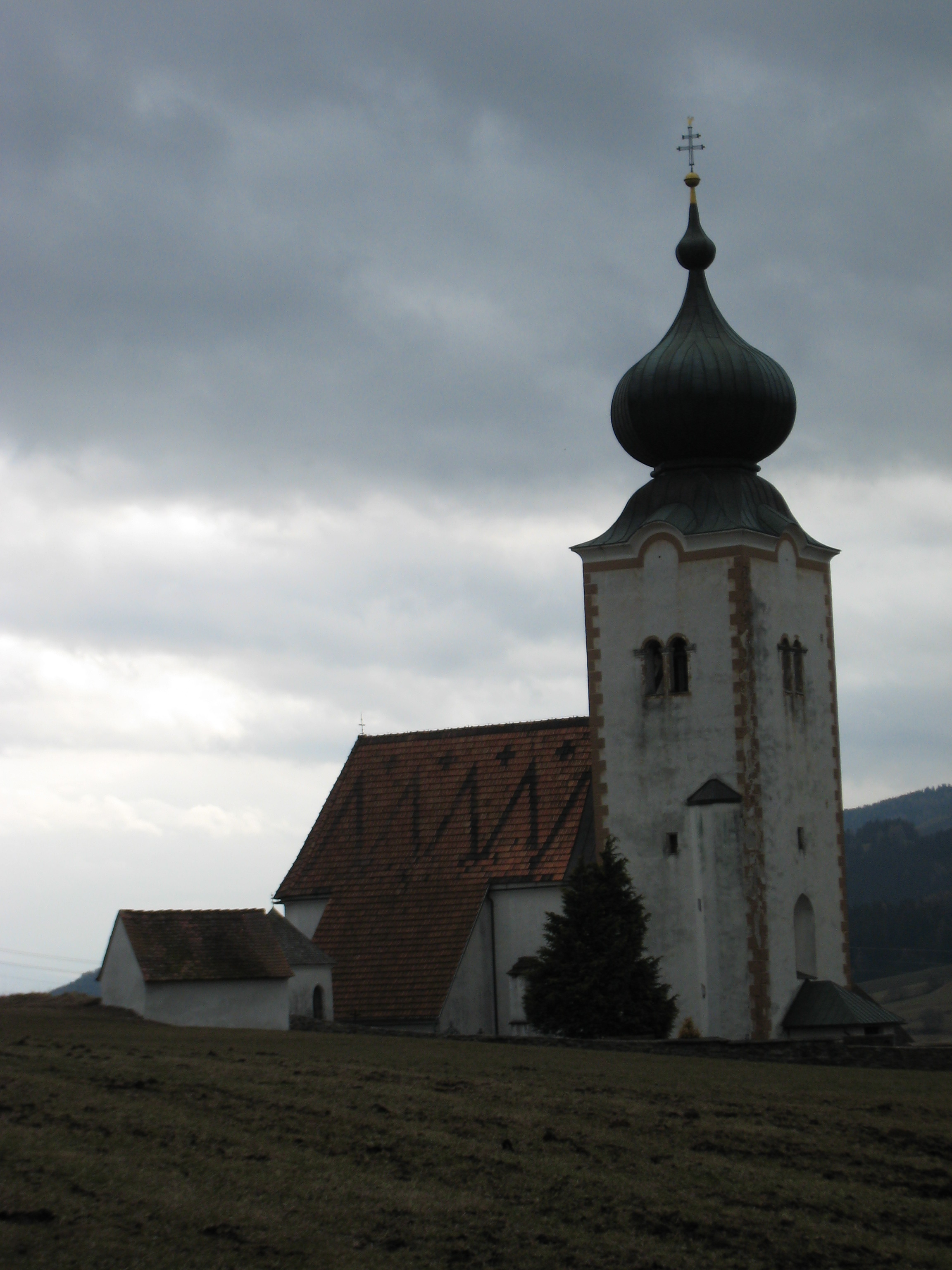
Pfarrkirche St. Peter im Lavanttal

- Burgruine Reichenfels: Die Ruine besteht aus wenigen Resten.
- Katholische Pfarrkirche Reichenfels hl. Jakobus der Ältere: Die Kirche, die sich im Zentrum des alten Marktes erhebt, wurde im 13. Jahrhundert im romanischen Stil erbaut, im Laufe der Zeit jedoch mehrfach umgebaut und erneuert. Sehenswert sind der mächtige Ostturm mit dem barocken Zwiebelhelm, ein gotischer Taufstein, der barocke Hochaltar und der romanische Rundkarner im alten Friedhof.
- Katholische Pfarrkirche St. Peter im Lavanttal hll. Peter und Paul: Die wohl älteste Kirche des Oberen Lavanttales. Das Gotteshaus wird schon 931 urkundlich erwähnt. 1480 wurde die romanische Kirche von den Türken zerstört und danach im Baustil der Gotik wieder errichtet. Sehenswert sind neben dem mächtigen Westturm vor allem ein achteckiger spätgotischer Taufstein und der Hochaltar aus dem 17. Jahrhundert.
- Im alten Bergbaugebiet in der Sommerau errichteten Knappen im Mittelalter eine kleine Kirche, die dem hl. Oswald geweiht wurde. Sie ist die älteste Oswaldikirche Kärntens.

## Wirtschaft und Infrastruktur
Wirtschaftlich dominierend in der ländlich geprägten Gemeinde ist die Holzwirtschaft. Daneben gibt es Sommertourismus.

### Wirtschaftssektoren
Von den 133 landwirtschaftlichen Betrieben des Jahres 2010 wurden 57 im Haupt-, 66 im Nebenerwerb, 2 von Personengemeinschaften und 8 von juristischen Personen geführt. Im Produktionssektor arbeiteten 126 Erwerbstätige im Bereich Herstellung von Waren und 38 in der Bauwirtschaft. Die wichtigsten Arbeitgeber des Dienstleistungssektors waren die Bereiche soziale und öffentliche Dienste (40), Handel (30), Beherbergung und Gastronomie (24) und Verkehr (18 Mitarbeiter).
| Wirtschaftssektor            | Anzahl Betriebe | Anzahl Betriebe | Anzahl Betriebe | Erwerbstätige | Erwerbstätige | Erwerbstätige |
| Wirtschaftssektor            | 2021            | 2011            | 2001            | 2021          | 2011          | 2001          |
| ---------------------------- | --------------- | --------------- | --------------- | ------------- | ------------- | ------------- |
| Land- und Forstwirtschaft 1) | 83              | 133             | 134             | 99            | 129           | 90            |
| Produktion                   | 22              | 22              | 17              | 127           | 164           | 194           |
| Dienstleistung               | 54              | 54              | 50              | 156           | 134           | 157           |

### Arbeitsmarkt, Pendeln
Im Jahr 2011 lebten 960 Erwerbstätige in Reichenfels. Davon arbeiteten 290 in der Gemeinde, siebzig Prozent pendelten aus.

### Verkehr
- Eisenbahn: Reichenfels liegt an der Lavanttalbahn. Derzeit fahren nur Güterzüge, der Personenverkehr wurde 2010 eingestellt (Stand 2021).[9]
- Straße: Die Obdacher Straße B78 durchquert das Gemeindegebiet und bietet etwas über 10 Kilometer entfernt eine Anbindung an die Süd Autobahn A2.[10]

## Politik
Der Gemeinderat hat 15 Mitglieder.

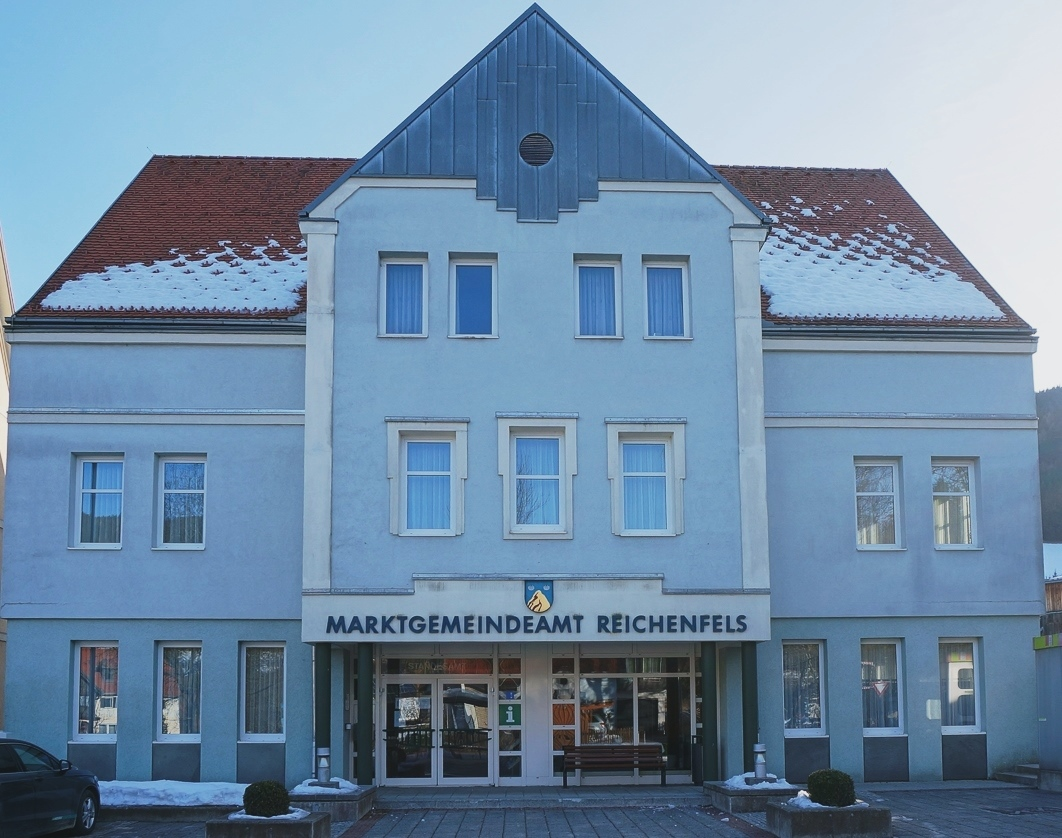
Gemeindeamt

- Mit den Gemeinderats- und Bürgermeisterwahlen in Kärnten 2003 hatte der Gemeinderat folgende Verteilung: 11 SPÖ, 6 ÖVP, und 2 FPÖ. (19 Mitglieder)[11]
- Mit den Gemeinderats- und Bürgermeisterwahlen in Kärnten 2009 hatte der Gemeinderat folgende Verteilung: 7 ÖVP, 6 SPÖ, und 6 BZÖ.[12]
- Mit den Gemeinderats- und Bürgermeisterwahlen in Kärnten 2015 hatte der Gemeinderat folgende Verteilung: 6 ÖVP, 6 SPÖ, und 3 FPÖ.[13]
- Mit den Gemeinderats- und Bürgermeisterwahlen in Kärnten 2021 hat der Gemeinderat folgende Verteilung: 7 SPÖ, 6 ÖVP und 2 FPÖ.[14]

Bürgermeister
- bis 2009 Horst Friedl (SPÖ)
- seit 2009 Manfred Führer (ÖVP)[15]

### Wappen
Obschon seit Mitte des 15. Jahrhunderts Markt, wurde Reichenfels erst am 24. März 1557 durch Bischof Georg von Bamberg das Recht zur Führung eines Siegels gewährt. Dabei handelte es sich nicht um eine förmliche Verleihungsurkunde, sondern lediglich um die Gewährung des Rechts von Richter, Rat und Gemeinde, bürgerliche Kaufkontrakte über Realitäten sowie Geburtsurkunden mit diesem Siegel zu unterfertigen. Das Siegel zeigte den Pfarrpatron, den Apostel Jakobus den Älteren, als Ganzfigur mit Pilgerstab und Mantel, der in seiner Linken ein Wappen mit einem zerklüfteten Fels und zwei Jakobsmuscheln hielt.
Der Heilige Jakobus fungierte auch noch in jüngeren Darstellungen als Schildhalter oder (in einem Siegel aus dem Jahr 1595) gar als Hauptfigur des Reichenfelser Wappens. Anlässlich der förmlichen Bescheinigung bzw. Verleihung von Wappen und Fahne im Jahr 1971 ist jedoch auf Empfehlung des Landesarchivs nur noch der „redende“ Binnenschild mit dem altkristallinen Felsen (der „reiche Fels“) und den beiden silbernen Jakobsmuscheln, die auf den Patron hinweisen, verblieben.
Die amtliche Blasonierung des Wappens lautet: „Im blauen Schild ein naturfarbener altkristalliner Fels, dessen Gipfel von je einer silbernen Jakobsmuschel rechts und links beseitet ist.“
Die Fahne ist Blau-Weiß mit eingearbeitetem Wappen.

### Gemeindepartnerschaft
Eine Gemeindepartnerschaft besteht seit 1975 mit Aurachtal in Mittelfranken (Deutschland).

## Persönlichkeiten
Söhne und Töchter der Gemeinde
- Josef Baumgartner (1809–1880), österreichischer Landwirt und Politiker
- Konrad Walcher (1871–1928), Geistlicher und Politiker der CS
- Ferdinand Gollob (1940–2016), Volksmusikant